# Kościół Matki Bożej Częstochowskiej z Brzeźna w skansenie w Kłóbce
Kościół Matki Bożej Częstochowskiej z Brzeźna w skansenie Kłóbce – rzymskokatolicki kościół filialny należący do parafii św. Prokopa w Kłóbce (dekanat chodecki diecezji włocławskiej).
Świątynia została wzniesiona w 1 połowie XVIII wieku. Jej pierwotną lokalizacją była wieś Brzeźno (powiat lipnowski). Ufundowana została przez rodzinę Rościszewskich jako kaplica. Powiększona została o część nawy w 1789 roku. Ponownie została rozbudowana w latach 1955 – 56 o boczne: kruchtę i kaplicę. W latach 2016 – 17 została przeniesiona do kujawsko-Dobrzyńskiego Parku Etnograficznego w Kłóbce. Nie zrekonstruowane zostały jednak drewniana kruchta od frontu i murowana kaplica z boku nawy. 
Budowla jest drewniana, jednonawowa, wzniesiona w konstrukcji zrębowej. Świątynia jest orientowana. Jej prezbiterium jest mniejsze w stosunku do nawy, zamknięte jest trójbocznie. Z boku nawy znajduje się zakrystia. Świątynię nakrywa dach dwukalenicowy, pokryty gontem, na dachu jest umieszczona sześciokątna wieżyczka na sygnaturkę. Zwieńcza ją drewniany baniasty dach hełmowy. Dzwon został odlany w 1729 roku i pochodzi z ludwisarni Fryderyka Becka. Wnętrze nakryte jest płaskim stropem z fasetą. Chór muzyczny jest podparty czterema słupami. Belka tęczowa z krucyfiksem, reprezentuje styl barokowy i powstała na przełomie XVIII i XIX wieku. Podłoga została wykonana z drewna. Polichromia na stropie w stylu ludowym przedstawia Maryję Niepokalaną w obłokach. Faseta wyróżnia się ozdobnym fryzem z kartuszami. Ołtarz główny w stylu barokowym, powstał z 1 połowie XVIII wieku. Ołtarz boczny w stylu klasycystycznym, został wykonany w 1794 roku. Ambona w stylu klasycystycznym pochodzi z kościoła w Ostrowitem.